# MARECS
MARECS (Maritime European Communications satellite) eram satélites membros da rede global de primeira geração de comunicações marítimas da Inmarsat. O programa começou como o experimental Maritime Orbital Test Satellite (MAROTS) em 1973, mas foi posteriormente alterado para um sistema operacional, resultando em uma mudança de nome, uma reformulação do satélite, e atraso no desenvolvimento. Os MARECS foram operados pela ESA para a Inmarsat.

## Satélites
| Satélite | Fabricante        | Data do lançamento     | Veiculo de lançamento | Estado    | Nota                           |
| -------- | ----------------- | ---------------------- | --------------------- | --------- | ------------------------------ |
| MARECS 1 | British Aerospace | 20 de dezembro de 1981 | Ariane 1              | Retirado  | Também conhecido por MARECS A  |
| MARECS B | British Aerospace | 10 de setembro de 1982 | Ariane 1              | Fracassou | Falha no lançamento            |
| MARECS 2 | British Aerospace | 10 de novembro de 1984 | Ariane 3              | Retirado  | Também conhecido por MARECS B2 |